# Фазіль (фільм)
«Фазіль» (англ. Fazil) — американська німа мелодрама режисера Говарда Гоукса 1928 року.

## Сюжет
Принц з близького сходу закохується в паризьку зірку.

## У ролях
- Чарльз Фаррелл — принц Фазіл
- Ґрета Ніссен — Фабієн
- Джон Болз — Джон Клаверінг
- Мей Буш — Гелен Дубрюзе